# John Carroll (Bischof)

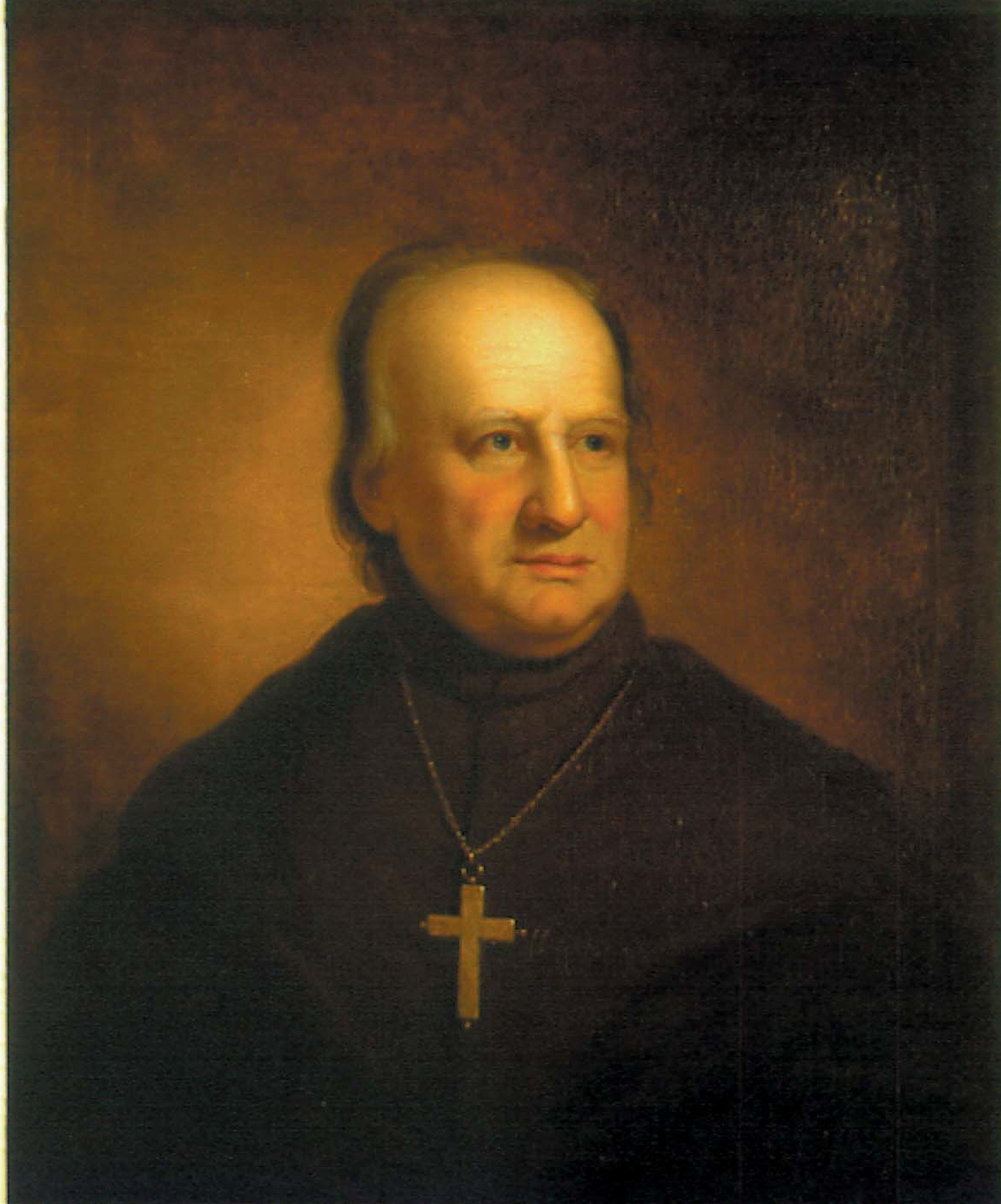
Bischof John Carroll SJ

John Carroll (SJ) (* 8. Januar 1735 in Upper Marlboro, Province of Maryland; † 3. Dezember 1815 in Baltimore, Maryland) war bis zur Aufhebung des Jesuitenordens Jesuit und später der erste Bischof und Erzbischof der Diözese Baltimore und als solcher der erste katholische Bischof in den Vereinigten Staaten. Er war außerdem Begründer der katholischen Hierarchie in den Vereinigten Staaten und Gründer der Georgetown University, der heute ältesten katholischen Universität in den USA.

## Leben

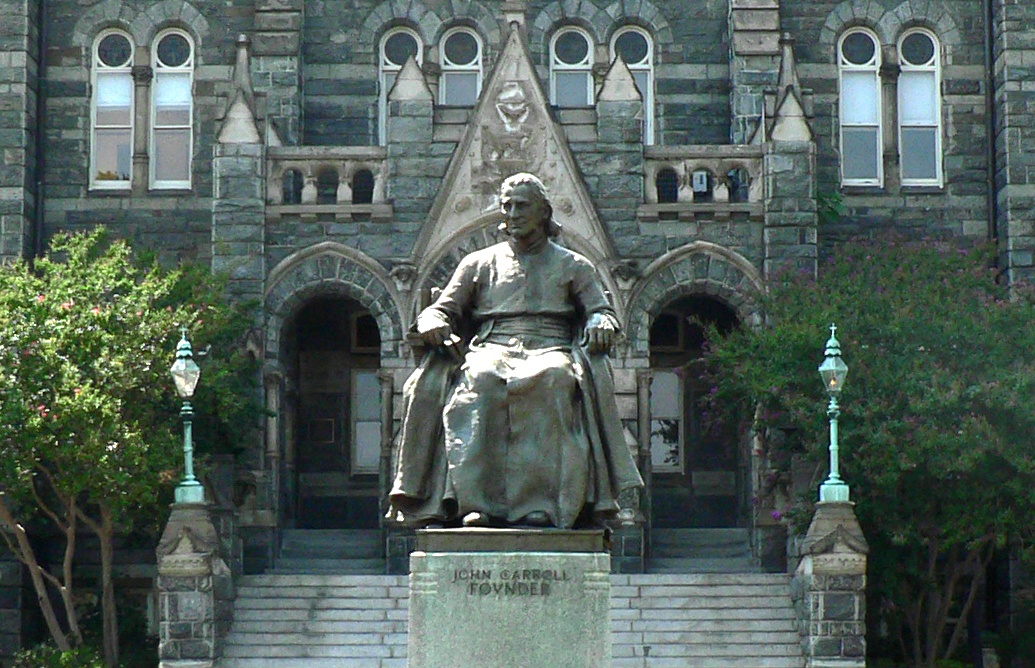
Statue Erzbischof John Carroll

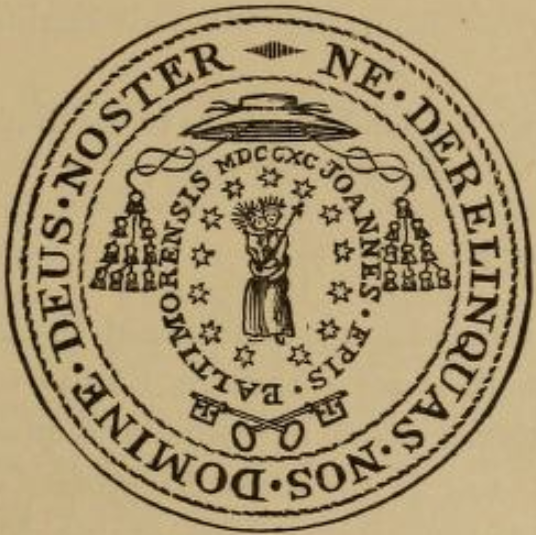
John Carrols (Erz-)Bischöfliches Siegel mit seinem Amtswappen

John Carroll wurde als viertes von sieben Kindern des Kaufmanns und Pflanzers Daniel Carroll und dessen Frau Eleanor Darnall in Upperland Marlboro, Maryland geboren. Seine erste schulische Ausbildung erhielt John Carroll durch seine Mutter. 1748 wurde er im Alter von zwölf Jahren an die Jesuitenschule von Saint-Omer im Norden Frankreichs geschickt und trat 1753 selbst in den Jesuitenorden ein. Am 14. Februar 1761 empfing er in Lüttich die Priesterweihe und lehrte ab 1762 Philosophie an der englischen Hochschule in Lüttich und später in Brügge. Carroll unterrichtete und predigte fast bis zu seinem 40. Lebensjahr in Europa.
Nach der Aufhebung des Jesuitenordens 1773 durch Papst Clemens XIV. kehrte Carroll nach Maryland zurück und geriet hier in die Amerikanische Unabhängigkeitsbewegung. 1776 wurde er vom Kontinentalkongress zusammen mit Benjamin Franklin und seinem Cousin Charles Carroll zu einer diplomatischen Mission nach Kanada gesandt. Man wollte die Kanadier für eine Allianz gegen die englische Kolonialmacht gewinnen. Die Mission schlug fehl und Kanada blieb Britisch-Nordamerika.
John Carroll unterstützte den Amerikanischen Unabhängigkeitskrieg, denn er sah in der Befreiung von England vor allem die Chance auf Religionsfreiheit für die amerikanischen Katholiken, die 1783 in der Unabhängigkeitserklärung der USA auch tatsächlich festgeschrieben wurde.
Vom Heiligen Stuhl wurde er am 9. Juni 1784 zum head of the missions in the provinces of the new Republic of the United States of North America ernannt. Die Dokumente erreichten ihn am 26. November 1784, das als Errichtungsdatum einer Apostolischen Präfektur angesehen wird. Mit der Unterstützung Benjamin Franklins arbeitete Carroll später an der Errichtung einer katholischen Hierarchie für die Vereinigten Staaten. 1789 wurde sein Wohnort Baltimore zur ersten Diözese der USA erhoben und er zu deren erstem Bischof geweiht. Die Bischofsweihe erfolgte am 15. August 1790 in England durch den Apostolischen Vikar von Westengland, Charles Walmesley. Als Baltimore 1808 zum Erzbistum erhoben wurde, weihte Carroll die Bischöfe der vier Suffraganbistümer Philadelphia, New York, Boston und Bardstown, Kentucky. 1809 ermutigte Carroll Elizabeth Seton, die erste Heilige der USA, zur Gründung der Sisters of Charity.
Carroll blieb bis zu seinem Tode am 3. Dezember 1815 im Amt des Erzbischofs und erreichte viel für die Katholiken der noch jungen USA. Vor allem die Bildung des Volkes und des katholischen Klerus lag ihm am Herzen. Neben zahlreichen Schulen gründete Carroll die Georgetown University (1789).
Vom 1. September 1805 bis 1812 war er zudem Apostolischer Administrator des Apostolischen Vikariates von Louisiana und der Zwei Floridas.

## Familie
Verschiedene Vertreter der weit verzweigten Familie von John Carroll hatten bedeutende politische Posten inne und spielten eine große Rolle in der Kolonialgeschichte von Maryland.
Johns Großvater, der als „Founder“ bekannt wurde, war 1688 wegen der strengen Katholikengesetze von Irland nach Maryland emigriert und diente seitdem Charles Calvert, 3. Baron Baltimore, als Militärbeauftragter.
Johns älterer Bruder Daniel Carroll (1730–1796) war einer der Unterzeichner der Verfassung der Vereinigten Staaten.
Durch seinen Vater ist John Carroll mit dem in den USA bekannten Carroll Clan von Baltimore verwandt. Sein Cousin Charles Carroll (1737–1832) war ein Mitunterzeichner der Unabhängigkeitserklärung der USA von 1776.